# José Sobral
Pour les articles homonymes, voir Sobral.
Alférez de Navío José María Sobral, né le 14 avril 1880 à Gualeguaychú et mort le 14 avril 1961 à Buenos Aires, est un militaire, géologue et explorateur de l'Antarctique argentin.

## Biographie
José Sobral a participé à l'expédition Antarctic d'Otto Nordenskjöld.

## Hommages
Une base antarctique d'été argentine a été nommé en l'honneur de Sobral en 1965, de même qu'un navire militaire argentin, le ARA Alferez Sobral (A-9), ainsi qu'un genre d'ammonite (mollusque céphalopode fossile) : Sobraliceras Riccardi & Medina 2006. Un timbre à l'effigie de Sobral a également été créé. 